# The Computer Wore Menace Shoes
“The Computer Wore Menace Shoes” är avsnitt sex från säsong 12 av Simpsons och sändes på Fox den 3 december 2000. I avsnittet skapar Homer sin första egna webbplats och börjar publicera skvaller på där, men efter att ha publicerat en artikel blir han kidnappad och förflyttas till en ö. "The Computer Wore Menace Shoes" skrevs av John Swartzwelder och regisserades av Mark Kirkland. Titeln är en parodi på Datatrubbel men har inget med avsnittet att göra utan är en parodi på The Prisoner. I avsnittet gästskådespelar Patrick McGoohan som nummer 6, samma rollfigur som i The Prisoner.

## Handling
Efter att Homer fått reda på att han missat att kärnkraftverket är stängt för sanering (eftersom han inte hade en dator), bestämmer han sig för att köpa en dator. Efter att han misslyckats koppla in den låter han Lisa installera den. Homer blir snabbt intresserad av Internet och skapar en webbplats, som bara innehåller upphovsrättsskyddat material från andra sidor. För att undvika att bli stämd kallar han sig för "Mr. X". Homer blir dock frustrerad då inga besöker hans sida och Lisa berättar för honom att han måste erbjuda något som lockar folk. Homer klagar därefter över att staden aldrig reparerar gatorna. Bart berättar då för honom att Nelson Muntz eller Jimbo Jones har sagt till honom att Borgmästare Quimby använt pengarna för gatuunderhållet till att bygga en egen swimmingpool. Homer skriver det på sin webbplats och då börjar den att besökas av invånarna i Springfield, och media börjar undersöka Quimbys swimmingpool och skvallret visar sig stämma. Homer börjar därefter skriva fler avslöjande på webbplatsen som Mr. X, och han skriver så bra artiklar att han vinner Pulitzerpriset. När Homer får reda på att eftersom ingen vet vem Mr. X är så kommer prispengarna ges till svältande barn istället, avslöjar han att han är Mr X. Detta leder till att han blir utstött, för ingen vill att han skriver skvaller om dem. För att öka sin popularitet börjar Homer då skriva falska artiklar. När han senare besöker Kwik-E-Mart blir han kidnappad.
Homer vaknar upp på "ön", en plats där invånarna är personer som vet för mycket. Homer får reda på att han kidnappades eftersom han skrev att influensavaccinen innehåller medel som gör att shoppinglusten ökar, vilket var sant, men artikeln hade han bara hittat på. Homer blir under tiden ersatt av tysk dubbelgångare hemma i Springfield. Homer lyckas dock fly från ön i en båt som nummer sex, en invånare på ön, tillverkat. Homer börjar skriva vad han upplevt på sin webbplats, men då tar de på ön över webbplatsen och dubbelgångaren börjar attackera Homer, men han lyckas slå ner honom med en spark i skrevet. Homer träffar sin familj igen men då Santa's Little Helper kommer för att hälsa på Homer sprutar han gas på hela familjen och kidnappar dem till ön. Men de verkar börja trivas med sin nya livsstil.

## Produktion
"The Computer Wore Menace Shoes" skrevs av John Swartzwelder och regisserades Mark Kirkland. Avsnittet sändes på Fox den 3 december 2000.  Från början var idén att Homer skulle låtsas vara Matt Drudge och avsnittet kallades då för "Homer the Drudge". Svarta tavlan-skämtet skrevs av Don Payne, och soffskämtet av Laurie Biernackie som gjorde det utan Scullys godkännande men då han fick se soffskämtet gillade han det.
Tredje akten är en parodi på The Prisoner. Under arbetet med avsnittet tittade författarna på inledningssekvensen av serien medan animatörerna och Kirkland såg några avsnitt med animatörerna. Öns design är delvis en parodi på A Clockwork Orange. I avsnittet gästskådespelar Patrick McGoohan som nummer sex vilket är samma namn som huvudkaraktären i The Prisoner, som spelades av McGoohan. "Simpsons" är den enda TV-serien det han spelat sin rollfigur utanför serien.

## Kulturella referenser
"The Computer Wore Menace Shoes" handlar till en början om Internet som vid tidpunkten börjat växa stort i världen. Titeln är en parodi på Datatrubbel, men avsnittet är inte en parodi på det. Homers webbplats slogan är en referens till The New York Times. Avsnittets tredje del är en parodi på The Prisoner, ön är en parodi på platsen där The Prisoner utspelar sig. På ön blir Homer gasad på samma sätt som nummer sex ofta blir gasad i The Prisoner." När Homer flyr från ön blir han jagad av en ballong som är referens till bollen i The Prisoner som jagade nummer sex. Musiken i den scenen är en parodi på temat från The Prisoner.

## Mottagande
Avsnittet fick under visningsveckan en Nielsen rating på 9.0 vilket ger 9,1 miljoner tittare och hamnade på plats 28 över mest sedda program under veckan. Då avsnittet lanserades skapade de Homers webbplats i verkligen, mrxswebpage.com som innehöll referenser till avsnittet, webbplatsen är numera borttagen. Jason Bailey på DVD Talk kallar avsnittet för en social satir och gillar mest hur dålig Homer är på datorer i början av avsnittet. medan Casey Burchby tyckte att parodin på The Prisoner var bisarr. Mac MacEntire på DVD Verdict kallar avsnittet för en rolig om man sett The Prisoner. Enligt Matt Haigh på Den of Geek är avsnittet ett av fansens favoriter. Colin Jacobson på DVD Movie Guide gillar avsnittets bild över Internetfebern som fanns runt år 2000 och att visa delar är tidlösa men han gillar däremot inte den tredje akten. I Tonawanda News ansåg Paul Lane att avsnittet är den värsta i serien och gillar inte slutet för de berättar inte hur de kom hem igen.